# Vișina (Olt)
Vişina è un comune della Romania di 3 360 abitanti, ubicato nel distretto di Olt, nella regione storica dell'Oltenia.